# قبيلة الدونبولي
الدونبولي (بالكردية: دونبللی، دنبلى، دونبولي) قبيلة كردية ناطقة باللغة التركية تقيم في مناطق خوي وسلماس شمال غرب إيران. ويتبع أفراد القبيلة حاليًا المذهب الشيعي، إلا أن بعض المصادر تشير إلى أنهم كانوا يدينون بالديانة اليزيدية لفترة طويلة في السابق.

## تاريخ القبيلة
وفقًا لما أورده شرف خان شمس الدين البدليسي (الذي توفي عام 1603/1604)، كانت قبيلة الدونبولي تُعرف باسم "دونبول بخت"، استنادًا إلى النظرية "الأكثر أصالة" والتي تفيد بأن أصولها تعود إلى منطقة بوتان، الواقعة حاليًا في جنوب شرق تركيا بين سيرت وجزيرة ابن عمر. ويُعتقد أن مؤسس القبيلة وزعيمها الأول كان عيسى بيك، الذي أُطلق على أحفاده لاحقًا اسم "عيسى بيگي".
قبل بضعة أعوام من نشوء دولة آق قويونلو في عام 1378، كان عيسى بيك حاكمًا لمنطقة سوكماناباد (المعروفة اليوم باسم زوراباد). ومن بين أبرز أحفاده كان الشيخ أحمد بك، الذي برز في حكومة آق قويونلو وتمكن من السيطرة على منطقة هكاري الواقعة جنوب شرق بحيرة وان، بالإضافة إلى قلعة باي، التي بقيت لفترة طويلة تحت سيطرة قبيلة الدونبولي.
وفي عهد الشاه الصفوي طهماسب الأول (حكم من 1524 حتى 1576)، تم دمج منطقتي سوكماناباد وخوي في وحدة إدارية واحدة، وعُيِّن حفيد الشيخ أحمد بك، حاجي بك، حاكمًا لها. وقد مُنح لقب "حاجي سلطان"، كما أُسندت إليه مهمة حماية حدود المملكة الإيرانية.
ويبدو أن بعض العائلات من جنوب شرق الأناضول استقرت في شمال غرب إيران خلال فترة نفوذ قبيلة الدونبولي. وقد أشار كل من شرفخان بيدليسي والمستشرق الألماني كارستن نيبور (توفي عام 1815) إلى هذه المجموعة. وذكر نيبور أن هذه العائلات كانت تقطن جنوب ديار بكر، وقدر عدد خيامها بحوالي 500 خيمة، مما يدل على وجود قبلي كبير نسبيًا.
كما تشير المصادر إلى وجود مجتمع من أكراد الدونبولي – ربما كانوا غير ناطقين بالتركية – في مقاطعة يريفان الصفوية خلال القرن الثامن عشر، ما يدل على انتشار هذه القبيلة الكردية في مناطق واسعة من إيران والعثمانية، وتنوعها الثقافي واللغوي.

## في الوقت الحالي
اليوم، لم يعد أفراد قبيلة الدونبولي يحتفظون بهويتهم القبلية التقليدية، حيث أصبحوا مستقرين واندمجوا في المجتمعات المحلية، متخلّين عن نمط الحياة القبلي الذي كان يميزهم في الماضي.